# Monte Grande de Zaragoza
Monte Grande de Zaragoza är en ort i Mexiko.   Den ligger i kommunen Xicotepec och delstaten Puebla, i den sydöstra delen av landet, 150 km nordost om huvudstaden Mexico City. Monte Grande de Zaragoza ligger 1 176 meter över havet och antalet invånare är 351.
Terrängen runt Monte Grande de Zaragoza är huvudsakligen kuperad, men åt nordost är den bergig. Runt Monte Grande de Zaragoza är det ganska tätbefolkat, med 86 invånare per kvadratkilometer. Närmaste större samhälle är Huauchinango, 13,8 km sydväst om Monte Grande de Zaragoza. I omgivningarna runt Monte Grande de Zaragoza växer i huvudsak städsegrön lövskog.